# Renault KZ
La Renault KZ est une automobile de la marque Renault. Elle est produite de 1923 à 1932 sous l'appellation commerciale de Renault 10CV, de 1931 à 1935 sous l'appellation commerciale de Renault Primaquatre et de 1932 à 1935 sous l'appellation commerciale de Renault Vivaquatre.

## Les KZ de 1923 à 1932
Le constructeur lance la KZ en 1923. Concurrente de la Citroën B2, elle est solide, fiable et assez agréable à regarder. La KZ va survivre aux années 1920 et se maintient jusqu'en 1933 où elle est remplacée par la Vivaquatre sortie en 1931 peu après la Primaquatre dans la même catégorie. S'il y a eu de nombreuses voitures populaires de 1920 à 1939, rares sont celles qui dépasseront les 10 ans de carrière malgré une forte concurrence, plus interne qu'externe dans le cas de la KZ.

## Série de taxis KZ11 de 1933

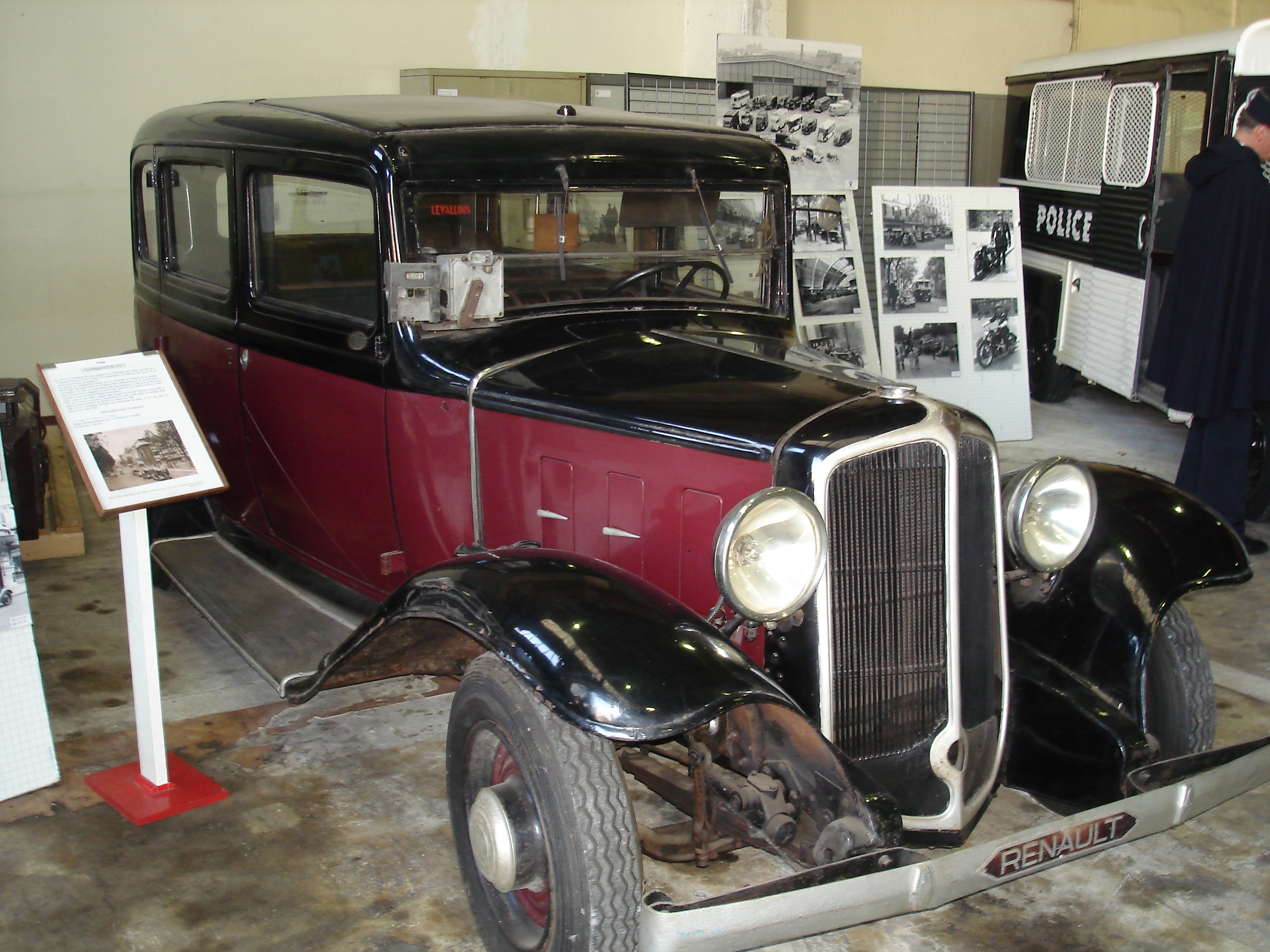
Taxi KZ11 (1933)

La KZ11 taxi est une série spéciale de 2 400 véhicules, dont 1 878 commandés par la compagnie des taxis G7 en 1933, basée sur le châssis Vivaquatre. Le taxi KZ11 a des caractéristiques adaptées à cet usage professionnel : une vitre isole le chauffeur des passagers, et une vaste soute à bagages est disposée à sa droite. La banquette à trois places est complétée par deux strapontins dos à la route. Le toit est décapotable et la livrée rouge et noir. Ces taxis très solides offrent un espace intérieur suffisant pour accueillir 4 ou 5 passagers. Longueur 4,30 m, largeur 1,77 m, hauteur 1,71 m, poids 1 650 kg. Moteur 4 cylindres, 11 CV, 2 120 cm3, 26 kW à 2 900 tr/min.
En 1925, la Renault "10CV" torpédo se vendait 25 000 F, la version à conduite intérieure 30 500 F et la camionnette marchande 18 300 F .
L'immatriculation des véhicules se terminait par G7, privilège qui perdura même après la réforme des immatriculations le 1er avril 1950. Ces voitures vastes et hautes, mises en service en avril 1933, réussirent à se maintenir jusqu'en 1959 : les taxis KZ11 faisaient partie du paysage parisien, au même titre que les autobus Renault TN de la même époque,,.

## Types

### 10CV
- KZ : 1923 à 1926
- KZ1 : 1927
- KZ2 : 1928
- KZ3 : 1929
- KZ4 : 1930
- KZ5 : 1931 à 1933

### Primaquatre
- KZ6: 1931
- KZ8: 1932
- KZ10: 1933
- KZ18: 1934
- KZ24: 1935

### Vivaquatre
- KZ7: 1932
- KZ9: 1933
- KZ11: 1933 (taxi G7)
- KZ17: 1934
- KZ23: 1935